# Mara Del Rio
Mara Del Rio, nome d'arte di Maria Di Paolo (Rocca Santa Maria, 20 settembre 1927 – Milano, 2 agosto 2019), è stata una cantante e produttrice discografica italiana.

## Biografia
Dopo aver studiato canto lirico a Teramo, si trasferì a Roma nel 1944 ed iniziò ad esibirsi con il nome d'arte di Maria Stella al Teatro Manzoni.
Ben presto, grazie al successo ottenuto dal vivo in locali come La Rupe Tarpea o il Jackie Club, ottenne il primo contratto discografico: la sua casa discografica la fece inizialmente presentare come spagnola e lei dunque incise alcuni dischi in spagnolo; anche quando venne ingaggiata come cantante dell'orchestra della Rai di Torino, si presentò negli spettacoli televisivi vestita da spagnola.
Negli anni seguenti, pur incidendo in italiano ed anche, spesso, in napoletano, verrà creduta ancora da molti spagnola; collaborerà, tra le altre, con l'orchestra del maestro Cinico Angelini e con quella di Mario Migliardi.
Durante gli anni cinquanta incise per varie case discografiche. Partecipò al Festival di Napoli 1956, in cui presentò Piccerella in abbinamento con Claudio Villa e Giacomo Rondinella, Pota, po' con Aurelio Fierro, abbinati a Franco Ricci e Pina Lamara La palummella, anche questa con Fierro, abbinati ad Antonio Basurto e Grazia Gresi, e Tre rose rosse, ancora abbinata a Basurto.
Dopo aver conosciuto il maestro Franco De Paolis, a cui si legò sentimentalmente, abbandonò lentamente l'attività di cantante dedicandosi a quella discografica: con De Paolis fondò la Lord, con cui lanciò Paolo Mosca, e la Magic, per cui lavorarono Lolita e Solidea. Inoltre i due rilevarono parte della Vis Radio e, nell'ultimo periodo, la CAR Juke Box di Carlo Alberto Rossi.
Alla fine degli anni settanta si ritirò a vita privata.
Nel 2001 vinse il premio Paliotto d'Oro, assegnato dalla città di Teramo.

## Discografia parziale

### Album
- 1954: Sonorama (Cetra, LPA 18; con l'orchestra di Mario Migliardi e Piero Gosio)

### Singoli
- 1953: Maria Dolores/Besame la bembita (GM Record, RC 143)
- 1953: 'Na sera 'e Maggio/Vierno (GM Record, SR 121)
- 1953: El Bicito/Gitana (GM Record, SR 122)
- 1953: Viale d'autunno/Sussurrando buonanotte (GM Record, SR 150)
- 1953: Tutto è possibile/Desiderio 'e sole (GM Record, SR 151)
- 1954: Fiori/Slow nuziale (Cetra, DC 6095)
- 1956: Mambo della luna/Rosa Morena (Cetra, DC 6489)
- 1956: Rio verde/Ba-Bajon (Cetra, DC 6490)
- 1956: Guaglione/Tre rose rosse (Fonit, 15365)
- 1956: 'E rrose d''o core/Nun me guardà (Fonit, 15366)
- 1958: Pecado/El Humauaqueno (Liberty Records, G 7012)
- 1959: Amiamoci così/Sottovoce (Astraphon, Y 1792)
- 1959: Padrone d''o mare/Dint''o scuro (Astraphon, Y 1795)
- 1960: Ascoltami/Baci baci (Astraphon, PN 4084)
- 1960: Coccolina/Da un giorno all'altro (Astraphon, PN 4085)
- 1960: Un tango cha cha cha/che sensazione (Astraphon, PN 4086)
- 1960: Senza di te/Ascoltami (The Red Record, 10059)
- 1960: Non piove più/Scriverò (The Red Record, 10069)
- 1961: La pioggia ha la tua voce/Cha cha cha in Paris (Meazzi, M 01088)
- 1961: E la vita continua/Mai più cow-boy (Meazzi, M 01089)
- 1961: Non tentarmi/Bolero gitano (Meazzi, M 01111)
- 1961: Prezzemolino/Baci baci baci (Meazzi, M 01115)
- 1962: Romeo/La candela (Meazzi, M 01155)
- 1963: Non ti voltare/Due (Lord, LRN 110)
- 1964: Plaza de toros/Poquitito (Lord, LRN 113)

### EP
- 1956: Besame Una Vez/Sera...Quizas/Cerasella/Cachito (Belter, 50.242; pubblicato in Spagna)

### Discografia fuori dall'Italia

#### EP
- 1959: Besame una vez/Cachito/Cerasella/Sera... Quizas? (Belter, 50.242; pubblicato in Spagna)
- 1959: Amemonos asi/Sottovoce/En la oscuridad/El patron del mar (Belter, 50.264; pubblicato in Spagna)